# マーク・ゴディカー
マーク・ゴディカー（Marc Godeker）は、アメリカ合衆国出身の男性プロレスラーである。ネブラスカ州グランドアイランド出身。身長183センチメートル、体重94キログラム。2003年デビュー。アメリカではWLW（ワールド・リーグ・レスリング）、日本ではプロレスリング・ノアへ参戦した。

## 略歴
2001年3月31日に、ハーリー・レイス主宰の団体・WLWでプロレス・デビュー。その後、IWAミッドサウスなどにも参戦した。
2003年11月には、WLWと提携する日本の団体であるプロレスリング・ノアへ留学生として初参戦・初来日。合宿所に泊まり込み、日本人選手とともに合同練習に参加しながら、ツアーに帯同して試合をこなし、雑用も行った。
その後、WLWでWLW世界ヘビー級王座やWLW世界タッグ王座を獲得し、その他バトルロイヤルや各種大会などで実績を残す。
2008年3月22日ミズーリ州セダリア大会では、当時スティーブ・アンソニーと保持していたWLW世界タッグ王座の防衛戦として、ノアより武者修行としてWLWへ継続参戦していた潮崎豪を相手に行う（潮崎のパートナーはスーパースター・スティーブ）。22分53秒、ゴディカーが潮崎をオーザー・ザ・トップロープで投げ、反則負け。しかし、WLWの王座規則でノーコンテスト裁定となり、王座防衛となった。
その後は、2010年頃よりWLWから遠ざかっている。
総合格闘技の経験もある。

## タイトル歴
- WLW世界ヘビー級王座
- WLW世界タッグ王座